# Alima Mahama
Pour les articles homonymes, voir Mahama.
Hajia Alima Mahama (née le 17 novembre 1957) est une avocate et femme politique ghanéenne. Elle a été ministre des Affaires féminines et des enfants de janvier 2005 à janvier 2009, sous le mandat du président John Kufuor,. Elle est actuellement ministre ghanéenne des Collectivités locales et du Développement rural, nommée le 10 janvier 2017 par le président Nana Akufo-Addo. Elle est députée de la circonscription de Nalerigu (en)/Gambaga et membre du Nouveau Parti patriotique.  

## Éducation
Alima Mahama est née le 17 novembre 1957, à Walewale, région du Nord-Est.
Elle a fait ses études secondaires à la Wesley Girls' Senior High School (Cape Coast). Elle a poursuivi ses études à l'université du Ghana, où elle a obtenu un bachelor en droit et en sociologie. À l'université Rutgers et à l'université d'Ottawa, elle a obtenu son diplôme de troisième cycle en politique publique et planification et administration du développement. Elle a également obtenu une maîtrise en études du développement de l'Institut d'études sociales des Pays-Bas,.  

## Politique
Elle a siégé au gouvernement de John Kufuor, tout d'abord en tant que ministre des Affaires féminines et infantiles, sous-ministre du Commerce et de l'Industrie et sous-ministre des Collectivités locales et du Développement rural entre 2001 et 2008.  Alima Mahama a participé aux élections législatives de 2016 sous l'étiquette du Nouveau Parti patriotique (NPP) et a remporté plus de 53 % des voix dans la circonscription de Nalerigu/Gambaga.  

## Autres activités
- Global Alliance for Clean Cookstoves (en), membre du Leadership Council[12].